# ジェミナ (キリン)
ジェミナ（Gemina、1986年7月16日 - 2008年1月9日）は、アメリカ合衆国カリフォルニア州のサンタバーバラ動物園（en:Santa Barbara Zoo）で飼育されていたメスのウガンダキリン（en:Rothschild's giraffe）である。ジェミナの誕生時には正常だった頸部が成長とともに変形が顕著になってゆき、ついには約90度曲がった状態にまで至った。2007年の暮れに食欲不振に陥って著しく衰弱したため、2008年1月に安楽死となった。

## 生涯
1986年7月16日に、カリフォルニア州のサンディエゴ動物園サファリパーク（en:San Diego Zoo Safari Park）で誕生した。出生時には頸部変形の兆候はなく、1歳の頃にサンタバーバラ動物園に移された。ジェミナの頸部に異変の兆候が表れたのは、3歳のときであった。頸椎が張り出し始め、最終的には椎骨（C3とC4の間）でほぼ90度曲がった状態にまで至った。
頸部のX線検査では、椎骨が一緒に癒合していたことが認められたが、科学者、動物学者、獣医師たちは変形の原因を見つけることができなかった。ジェミナは2歳の終わりごろに転倒していたが、このときの負傷が変形の引き金になったという証拠も見つからなかった。ジェミナのような個体は、1902年にも報告があった。
ジェミナは体長12フィート（約3.658メートル）にまで成長し、1991年には子供を産んだ。ただし、この子は肺炎を患って出生直後に死亡した。動物園では通常のキリンといくつかの点を除いて変わらない生活だった。飼育担当者はジェミナの舌が通常のキリンよりも短く、視野も狭いことを指摘していたため、給餌は別々に行う必要があった。それでもジェミナは、飼育下でのキリンの平均寿命である21歳まで生き延びた。
サンタバーバラ動物園は、ジェミナを障がいを持つ子供たちのための励ましとして扱い、アメリカン・ブロードキャスティング・カンパニーはリアリティ番組「ミラクル・ワーカーズ」（en:Miracle Workers）において、ジェミナのエピソードを脊椎側彎症の子供たちへの励ましとして取り上げた。子どもたちは、2007年7月にジェミナの21回目の誕生日を祝って歌った。
ジェミナは老衰によって、2007年の暮れに食欲不振に陥った。衰弱が著しかったため、サンタバーバラ動物園はやむなくジェミナを2008年1月9日に安楽死させた。